# Renmark
Renmark is een plaats in de Australische deelstaat Zuid-Australië en telt 8054 inwoners (2006).

## Geboren
- Hayden Stoeckel (10 augustus 1984), zwemmer